# 9e législature de Sonsorol

La 9e législature de Sonsorol a été élue le 29 février 2016 pour un mandat de quatre ans. Elle fait suite à la 8e législature, élue en 2012.

## Membres

### Chefs principaux
| Nom                             | Municipalités |
| ------------------------------- | ------------- |
| Nurap Nicholas Aquino           | Dongosaro     |
| Tamoru Mariano W. Carlos        | Fanna         |
| Latu Tamoru Damian Albis        | Puro          |
| Laturi Melieli Prisco T. Ierago | Melieli       |

### Membres élus
| Nom                     | Municipalités | Remarques                                     |
| ----------------------- | ------------- | --------------------------------------------- |
| Quintine Nestor         | aucune        | Il est élu dans une circonscription générale. |
| Christian Xavier Aquino | aucune        | Il est élu dans une circonscription générale. |
| Leo Pedro               | Dongosaro     |                                               |
| Lawrence Sumor          | Pulo Anna     |                                               |
| Jenny Jonas             | Merir         |                                               |
| Valentine Tirso         | Fanna         |                                               |

## Sources